# L'Héritage de Sherlock Holmes
L'Héritage de Sherlock Holmes (Les Aventures de Vick et Vicky : L'Héritage de Sherlock Holmes, Bruno Bertin et Jérôme Louiche, 2015, France) est le vingt et unième album de bande dessinée des Aventures de Vick et Vicky.

## Synopsis
Vick et ses amis font la connaissance d'Irène, une nouvelle élève au collège, originaire de Suisse. Amateure d'énigmes, elle leur propose de venir jouer un soir à un jeu de rôle sur le thème de Sherlock Holmes. Contre toute attente, des phénomènes étranges se produisent lors de cette soirée. Profitant d'une invitation de la patrouille des chamois de Lucens pour leur grande fête annuelle scoute, la bande d'amis se rend à Meiringen en Suisse. Les jeunes détectives seront mêlés à la révélation d'un secret de famille.

## Personnages
Héros principaux
- Vick : tantôt de bonne ou de mauvaise humeur, c'est le héros de la série et le chef de la bande. Il habite Rennes.
- Vicky : chien de Vick, désigné mascotte de la patrouille des Loups Blancs, Vicky est un personnage important dans les aventures. Il aide régulièrement les enfants à se sortir de situations difficiles.

Scouts de la patrouille des Loups Blancs
- Marc
- Angelino
- Marine

Personnages de l'histoire
- Irène : nouvelle camarade de classe venue de Suisse
- Henri et Georges : membres de la patrouille des chamois
- Monsieur Vincent : le conservateur du musée Sherlock Holmes
- Le père d'Irène

## Lieux visités
Les jeunes détectives cherchent à élucider le mystère de la disparition de Sherlock Holmes pendant trois ans. Les héros de Bruno Bertin se retrouvent en Suisse et, des chutes d’eau de Meiringen au château du fils de Conan Doyle à Lucens, ils sont mêlés à la révélation d’un terrible secret de famille. Comme dans tous leurs albums, Vick et Vicky emmènent leurs lecteurs dans de « vrais » lieux, leur faisant découvrir un nouveau pays.

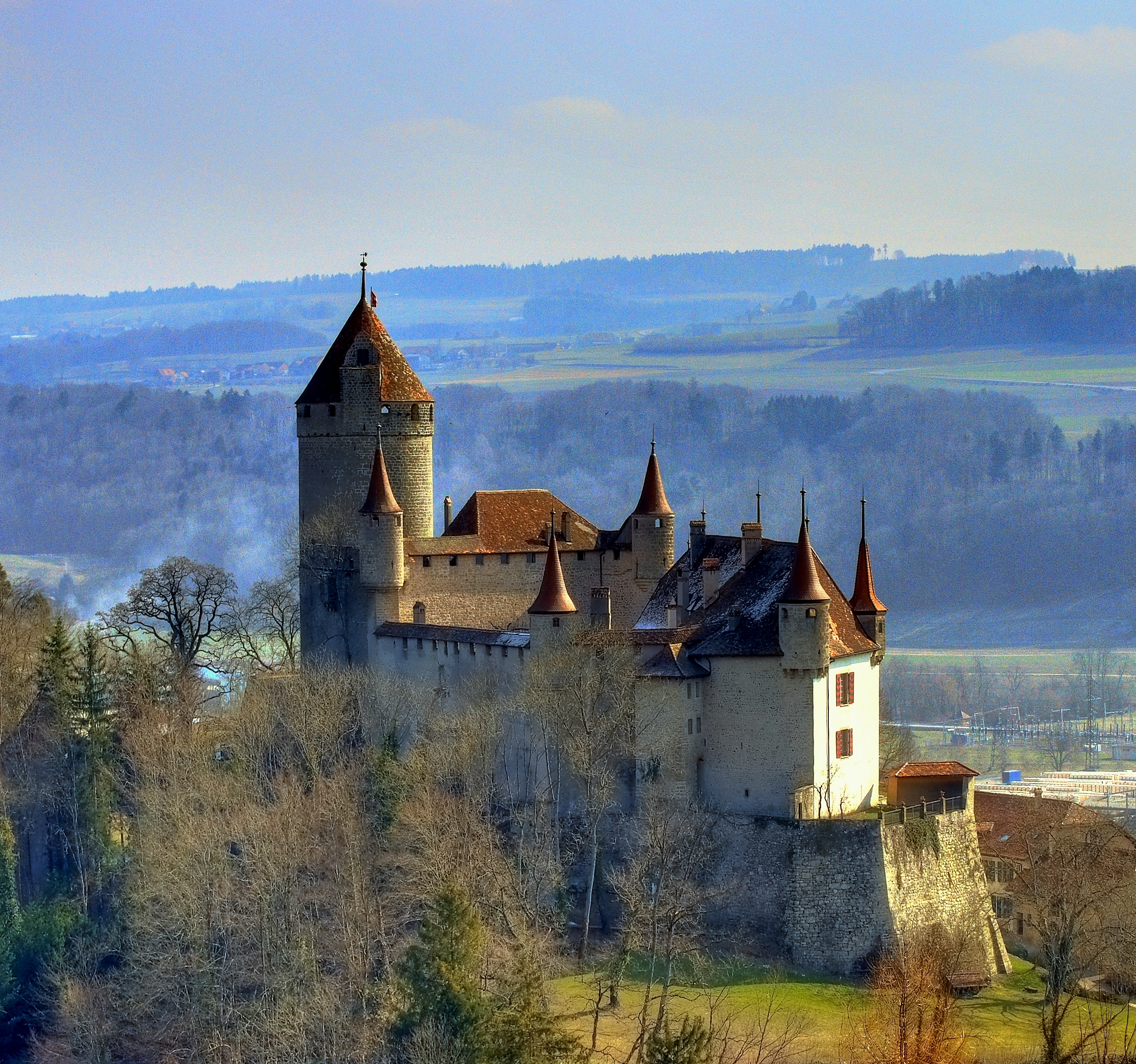
Le château de Lucens
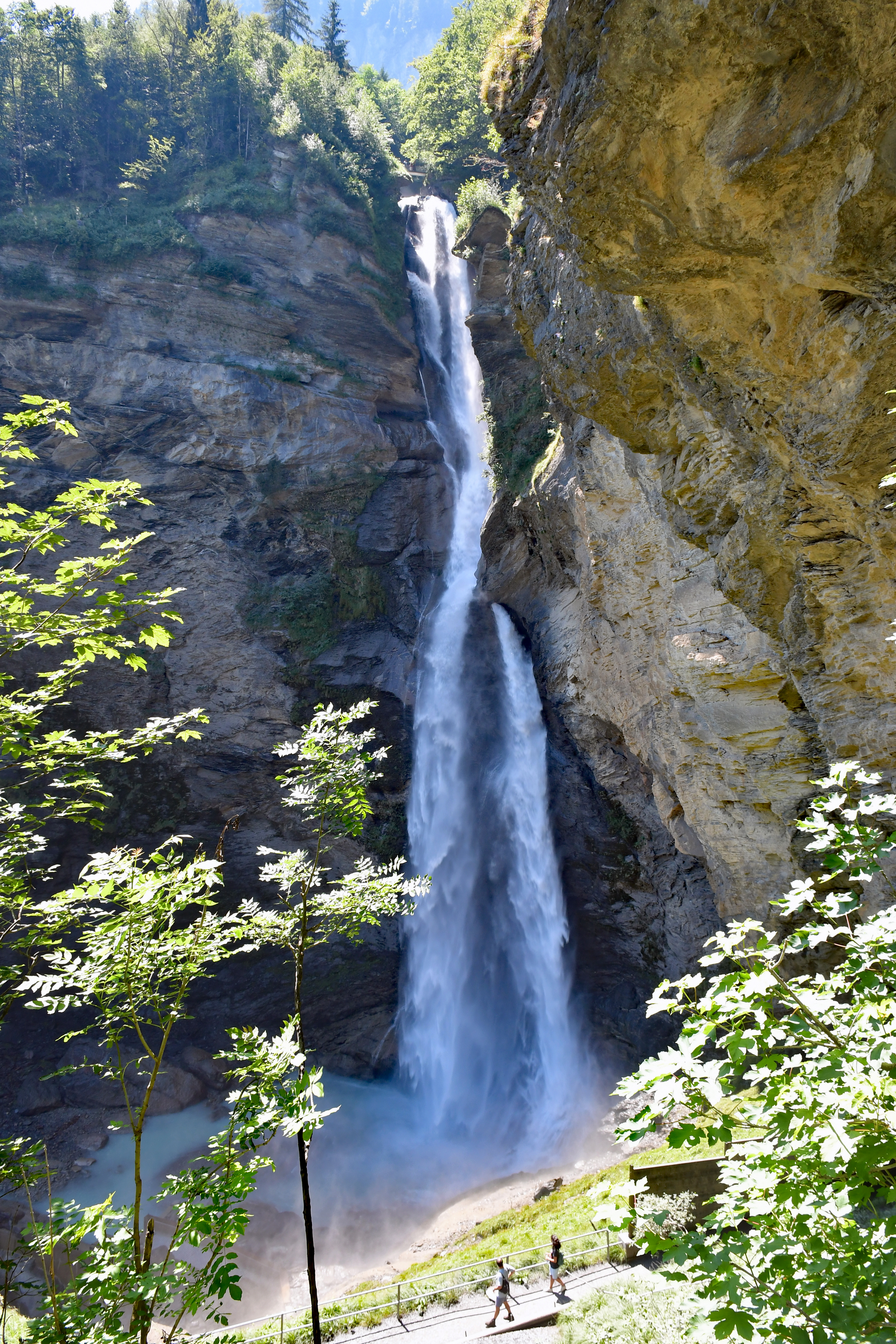
La plus haute des chutes du Reichenbach, une série de chutes d'eau sur le Reichenbach, un affluent de l'Aar, près de Meiringen, dans le canton de Berne, en Suisse
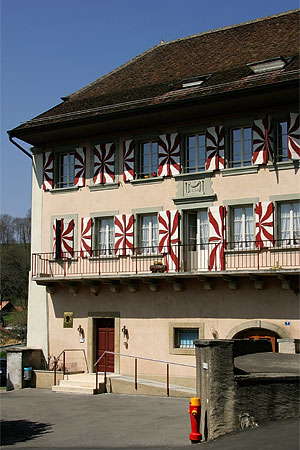
"Maison rouge" avec Musée Sherlock Holmes à Lucens (Suisse), 21 avril 2006

## Autour de l'œuvre
En 1998, alors que se préparait Les Disparus de l'Île-aux-Moines, troisième tome des aventures de Vick et Vicky, Bruno Bertin fit la connaissance de deux étudiants qui souhaitaient créer un magazine. Dix-sept ans plus tard, l'un de ces étudiants est le co-auteur du 21e tome des aventures de Vick et Vicky.
C'est en effet Jérôme Louiche qui a suggéré à Bruno Bertin de mettre ses héros sur la route de Sherlock Holmes. Louiche connait très bien le sujet, puisqu'il est adhérent de la Société Sherlock Holmes de France, à Lyon, un statut qui lui permet de donner un avis éclairé sur le héros de Conan Doyle, son histoire, ses codes, ses méthodes. Le personnage d'Irène se présente comme membre de la SSHF.
Le co-scénariste s'est également fait plaisir en demandant à Bruno Bertin de donner à Sherlock Holmes (qui apparaît brièvement au cours de l'aventure) les traits de son acteur préféré, François Morel.
L'album est sorti en octobre 2015 aux éditions P'tit Louis. Les auteurs ont été invités au Musée Sherlock Holmes de Lucens, en Suisse, pour présenter la bande dessinée. « Ils étaient attendus par les défenseurs du célèbre détective, qui donnent ou non leur approbation sur le traitement subi par leur héros favori. Et ce fut un accueil très enthousiaste. À tel point que la mairie de la localité helvétique a reproduit quelques dessins de l'album pour les utiliser sur des panneaux phoniques et les exposer dans le hall d'entrée de l'hôtel de ville. »
Pour la promotion de l'album, Bruno Bertin était déguisé en Sherlock Holmes. « Tout est parti d’une plaisanterie. Sollicité pour une interview à TV Rennes j’ai répondu que je viendrai déguisé en Sherlock Holmes… et on m’a pris au mot ! » Le chapeau lui a été offert par la Société Sherlock Holmes de France. Il a acheté le smoking et la pipe… Et la veste « c’était celle de mon grand-père » précise Bruno Bertin.

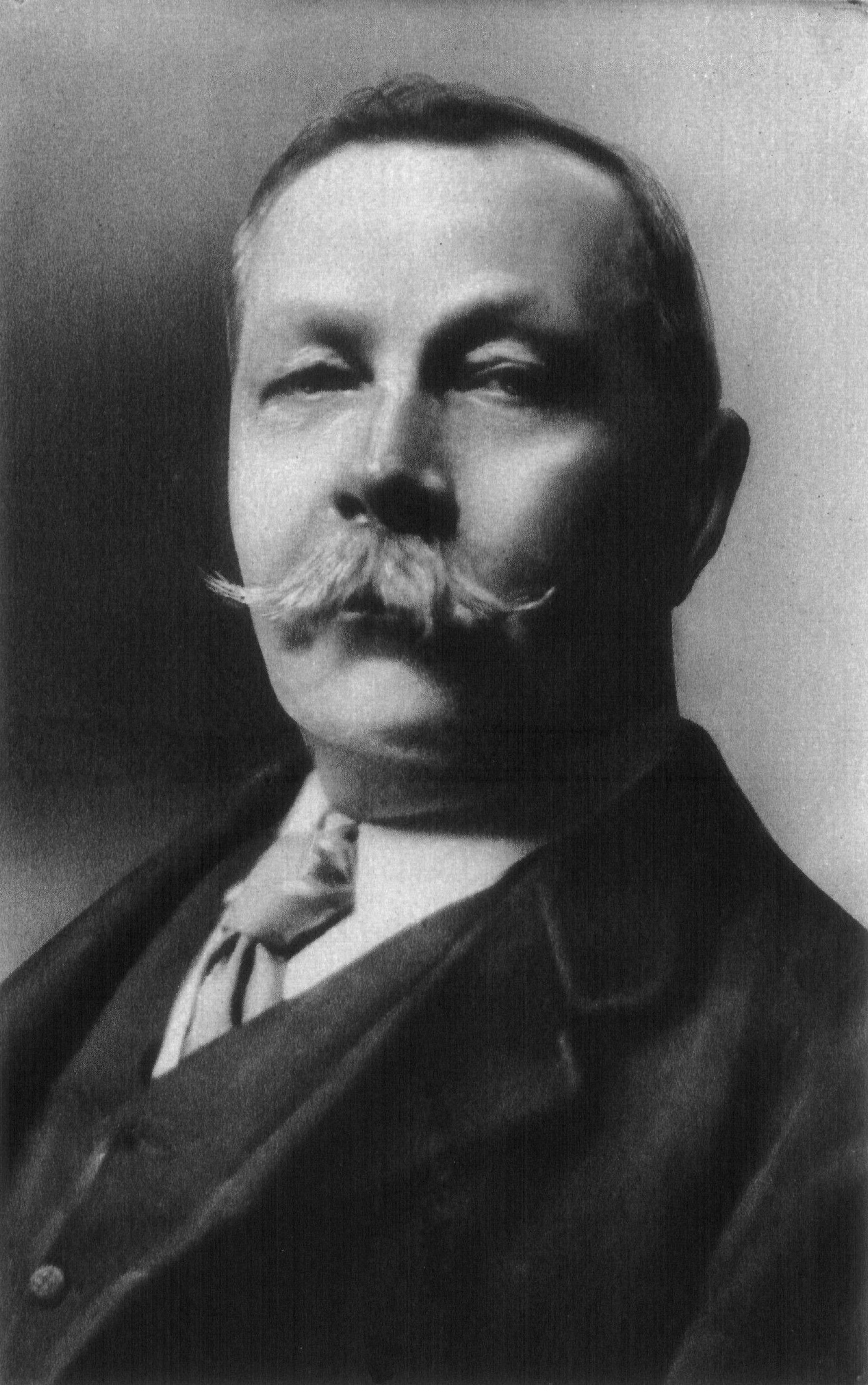
Arthur Conan Doyle le 1er juin 1914.
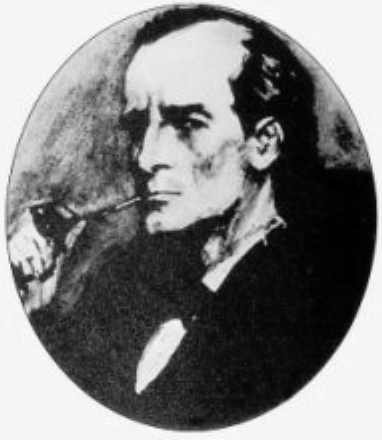
Sherlock Holmes par Sidney Paget.
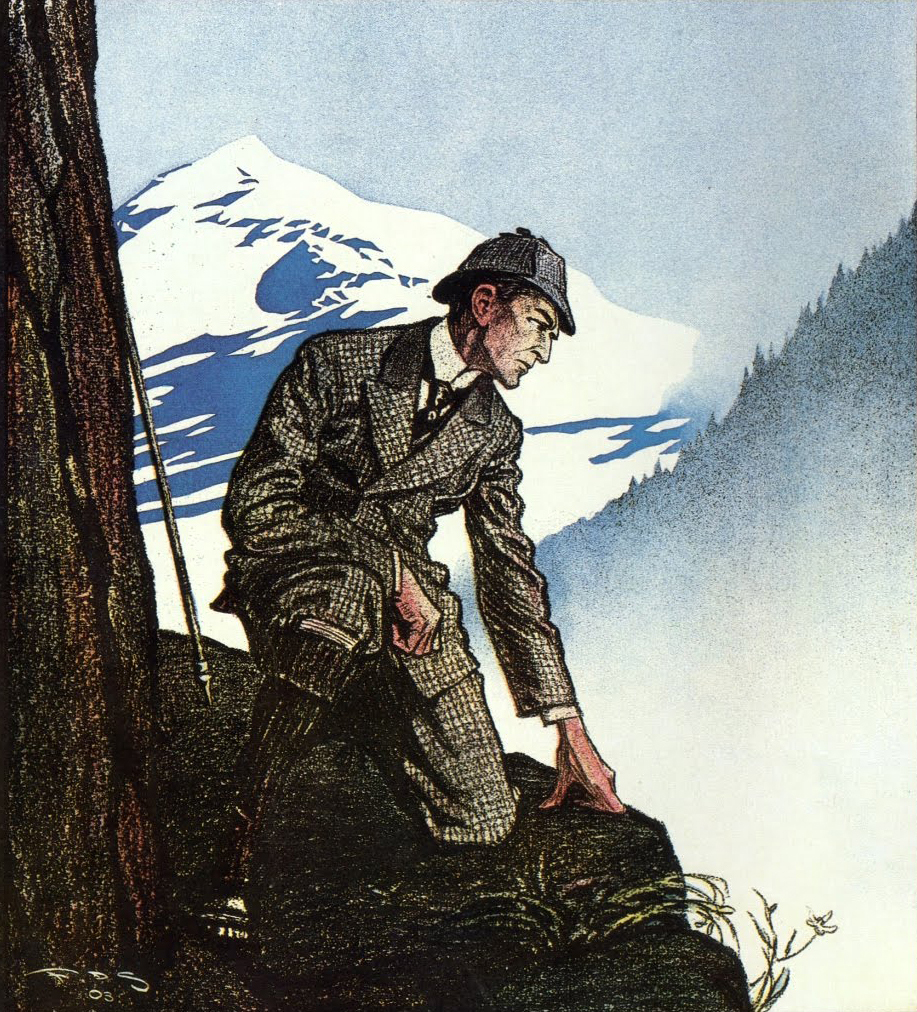
Sherlock Holmes au bord des chutes du Reichenbach. Dessin de Frederic Dorr Steele.
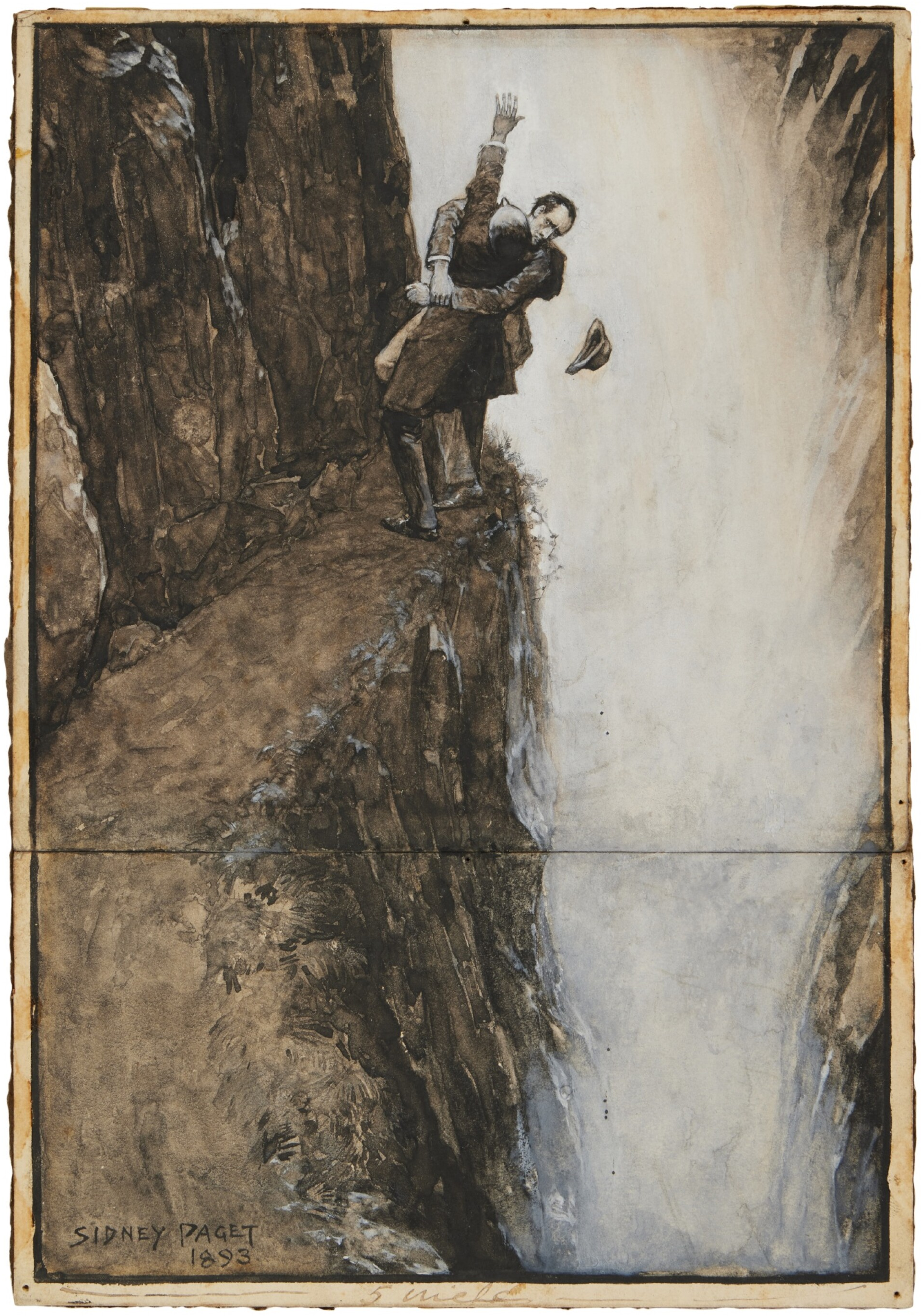
Combat entre Holmes et Moriarty dans Le Dernier problème, illustration de Sidney Paget.